# Wojsko Królestwa Serbii (1916)

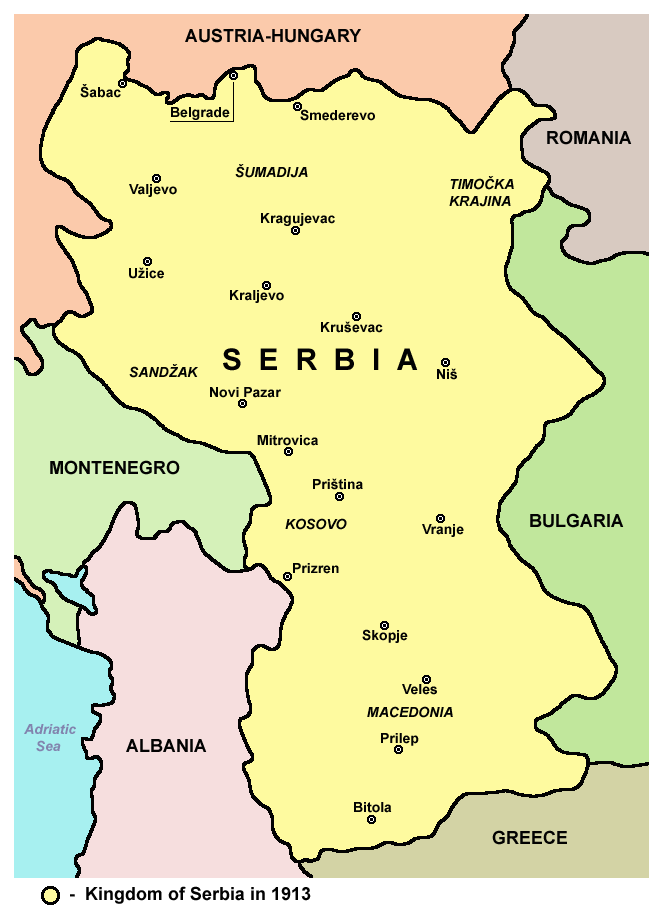
Królestwo Serbii w 1913

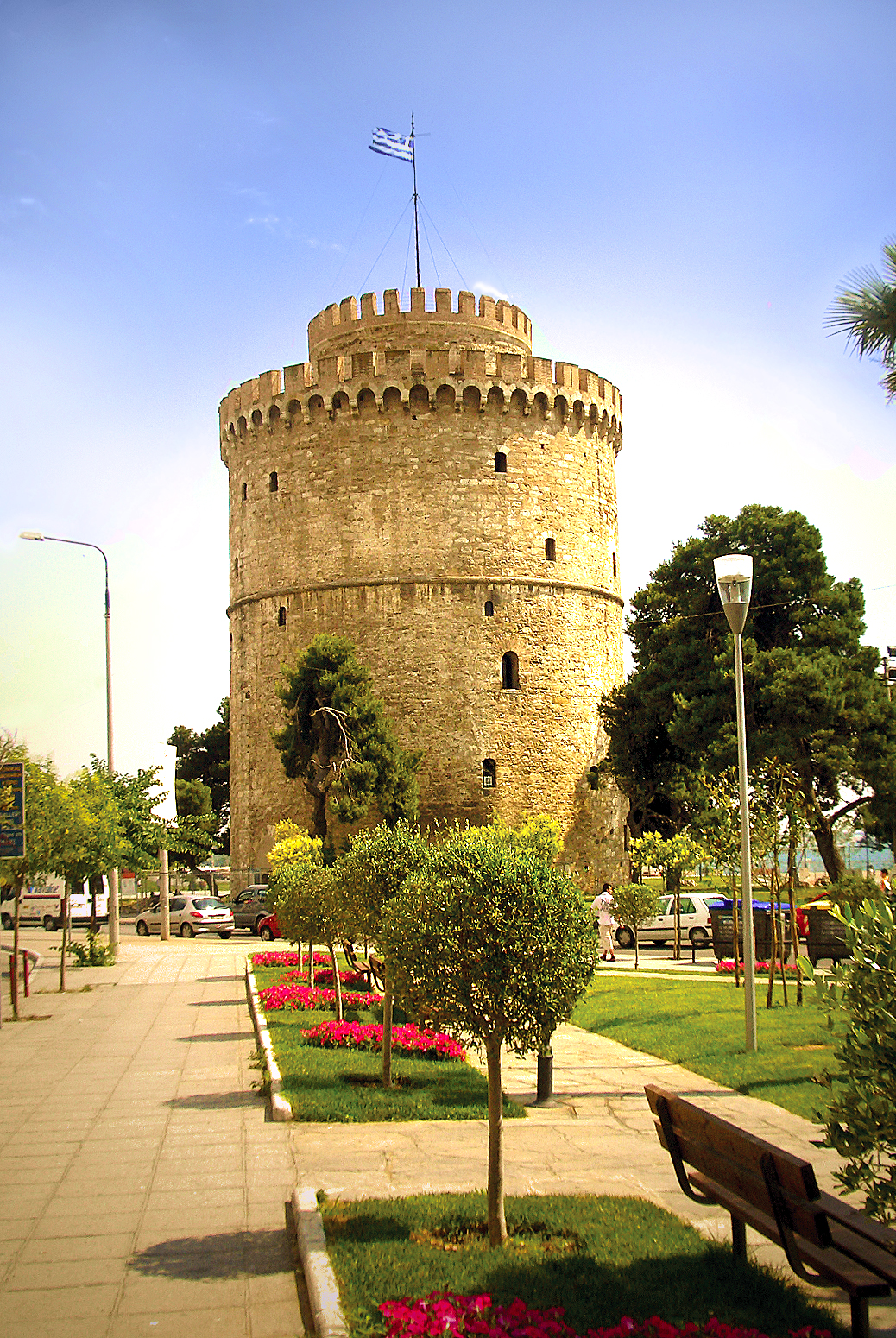
Saloniki (Sołuń) (zdjęcie współczesne)

Struktura organizacyjna wojska serbskiego (1916) – struktura organizacyjna wojska Królestwa Serbii w 1916, w trakcie trwania I wojny światowej.
Naczelne Dowództwo i Sztab mieściły się w Salonikach (Sołuniu).

## 1 Armia
Prawe skrzydło sektoru serbskiego od prawego brzegu Wardaru.
- Moravska dywizja:
  - 1 Brygada Piechoty (1. i 2. pp)
  - I2 Brygada Piechoty (3. i 16. pp)
  - Moravski pułk piechoty III poboru
  - pułk artylerii górskiej
    - dwa dywizjony górskie
    - dywizjon polowy
    - dywizjon haubic

- Vardarska Dywizja (w odwodzie Naczelnego Dowództwa):
  - 1 Brygada Piechoty (21. i 22. pp)
  - 2 Brygada Piechoty (23. i 24. pp)
  - pułk artylerii górskiej
    - dwa dywizjony górskie
    - dywizjon polowy
    - dywizjon haubic

- czetnicki oddział wojewody Babunskog

## 2 Armia
Centrum serbskiego sektora frontowego.
- Šumadijska Dywizja:
  - 1 brygada piechoty (10. i 11. pp)
  - 2 brygada piechoty (12. i 19. pp)
  - Šumadijski pułk piechoty III poboru
  - pułk artylerii górskiej
    - dwa dywizjony górskie
    - dywizjon polowy
    - dywizjon haubic

  - Šumadijski szwadron kawalerii

- Timočka Dywizja:
  - 1 Brygada Piechoty (13. i 14. pp)
  - 2 Brygada Piechoty (15. i 20. pp)
  - Timočki pułk piechoty III poboru
  - pułk artylerii górskiej
    - dwa dywizjony górskie
    - dywizjon polowy
    - dywizjon haubic

  - Timočki szwadron kawalerii

## 3 Armia
Lewe skrzydło sektoru serbskiego ku Bitoljowi i Kajmakčalanowi.
- Drinska Dywizja:
  - 1 Bygada Piechoty (4. i 5. pp)
  - 2 Brygada Piechoty (6. i 17. pp)
  - Drinski pułk piechoty III poboru
  - pułk artylerii górskiej
    - dwa dywizjony górskie
    - dywizjon polowy
    - dywizjon haubic

  - Drinski szwadron kawalerii

- Dunajska Dywizja:
  - 1 Brygada Piechoty (7. i 8. pp)
  - 2 Brygada Piechoty (9. i 18. pp)
  - Dunajski pułk piechoty III poboru
  - pułk artylerii górskiej
    - dwa dywizjony górskie
    - dywizjon polowy
    - dywizjon haubic

  - Dunajski szwadron kawalerii

- Dywizja Kawalerii (1, 2, 3, 4. pułki kawalerii)
- ochotniczy oddział wojewody Vuka
- batalion serbskich ochotników